# Paul Reynaud
Jean Paul Reynaud (Barcelonnette, 1878. október 15. – Neuilly-sur-Seine, 1966. szeptember 21.) francia jogász, politikus, a Harmadik Francia Köztársaság 86. miniszterelnöke. Charles de Gaulle azt mondta róla, hogy „a rendkívüli események igazságtalanul sodorták el”.

## Pályafutása
Kereskedő családban született. A HEC Paris-ban szerzett diplomát, majd jogot végzett és ügyvédként kezdett dolgozni. Érdekelte a politika, belépett az Alliance démocratique pártba. 1919 és 1924 között Basses-Alpes nemzetgyűlési képviselője volt. Nagy tehetsége volt a pénzügyekhez. 1930-ban André Tardieu kormányában pénzügyminiszter, Pierre Laval kormányában 1931/32-ben gyarmatügyi miniszter. Ő nyitotta meg Párizsban a Nemzetközi Gyarmati Kiállítást 1931-ben.
1934-ben egyedül Reynaud kérte a frank leértékelését, hogy enyhítsék a nagy gazdasági világválság hatását, ami 1931-ben érte el Franciaországot. Ehelyett Laval a deflációt elősegítő intézkedéseket hozatott, amelyek a gazdaság összeomlásához vezettek. A nagy munkabírású, tehetséges politikust merész elgondolásai elszigetelték mind a pártban, mind a parlamentben.
1938-ban pártjában szakított a Pierre-Étienne Flandin vezette ideológiai vonallal, mert a volt kormányfő helyeselte a müncheni egyezmény aláírását. Reynaud támogatta egyedül De Gaulle tábornoknak azt a javaslatát, hogy állítsanak fel a hadseregben páncélos hadosztályokat. Daladier kormányában igazságügyi miniszter volt 1938. április 10. és november 1. között, majd átvette a pénzügyminiszteri posztot. Kormányrendeletekkel kormányoztatott, hogy az országot harcképessé tegye. Leértékeltette a frankot. A 40 órás helyett 41,5 órás munkahetet vezettek be, annak ellenére, hogy a szakszervezetek tiltakoztak és a munkások sztrájkoltak. Visszatértek a beruházók, és felgyorsult termelés és fegyvergyártás. Az intézkedések azonban elkéstek.
1940. március 20-án Albert Lebrun köztársasági elnök kormányalakításra kérte fel Reynaud-t, a külügyi tárcát is rábízták, de meg kellett tartania Daladier-t a hadügyminisztérium élén, aki viszont ragaszkodott Maurice Gamelin tábornokhoz. Reynaud 1940. március 28-án már Londonban tárgyalt Churchillel, hogy megerősítse Franciaország szövetségét Nagy-Britanniával. Április 10. és 13. között francia csapatok is harcoltak a narviki csatában. Május 18-án, egy héttel a villámháború megindulása után visszavette Daladier-től a hadügyi tárcát, és katonatiszteket, többek között Charles de Gaulle tábornokot, vont be a kormányba. Philippe Pétain-nek felajánlotta a miniszterelnök helyettesi posztot. Elérte, hogy Lebrun elnök leváltotta Gamelin-t, és Maxime Weygand-t nevezte ki a helyére. Pétain és Weygand a népfrontot és a kommunistákat okolták a vereségért. Reynaud megkísérelte rávenni Rooseveltet, hogy lépjen be az USA a háborúba.
Június 16-án Reynaud benyújtotta lemondását, de Lebrun elnök elutasította azt a tervét, hogy a gyarmatokról folytassák a háborút. Pétain-t nevezték ki a kormány élére, aki fegyverszünetet kért. Reynaud nem fogadta el az USA-ba szóló nagyköveti kinevezést. Etsaut-ba húzódott vissza, hogy maga köré gyűjtse a fegyverszünet ellenzőit, akikkel folytathatná a harcot, esetleg Algírból, ahol ideiglenes kormányt akart alakítani.
1940 szeptemberében Pétain Riomban bíróság elé állíttatta Reynaud-t, mert felelősnek tartotta a vereségért. Egyetlen bíró sem volt hajlandó elítélni őt. Azután Loubeyrat-ban, a Chazeron kastélyban tartották fogva, nehogy kövesse de Gaulle-t Londonba. 1942 novemberében a németek a sachsenhauseni koncentrációs táborba vitték. Végül Itterben, Tirolban tartották fogva Daladier-vel Gamelinnel és Léon Jouhaux szakszervezeti aktivistával együtt, akit 1951-ben Nobel-békedíjjal tüntettek ki. 1945. május 7-én szabadították ki szövetségesek.
1946 novemberétől Nord megye nemzetgyűlési képviselője. 1948. július 26. és augusztus 28. között pénzügyminiszter André Marie kormányában. 1952-től az Európai Szén- és Acélközösség közgyűlésének volt a tagja.

## Írásai
- L'Angleterre avant et pendant la guerre (1919)
- Le Problème militaire français (1937)
- Finances de guerre (1940)
- Carnets de captivité. 1941–1945
- Mémoires (tome 1), (1960)
- Envers et contre tous, Mémoires (tome 2) (1963)
- Les Trois glorieuses (1927)
- La France a sauvé l'Europe, tome I, (1947)
- Au cœur de la mêlée (1930-1945) (1951)
- S’unir ou périr (1951)

## Kapcsolódó szócikk
- Franciaország miniszterelnökeinek listája